# Javier Sierra

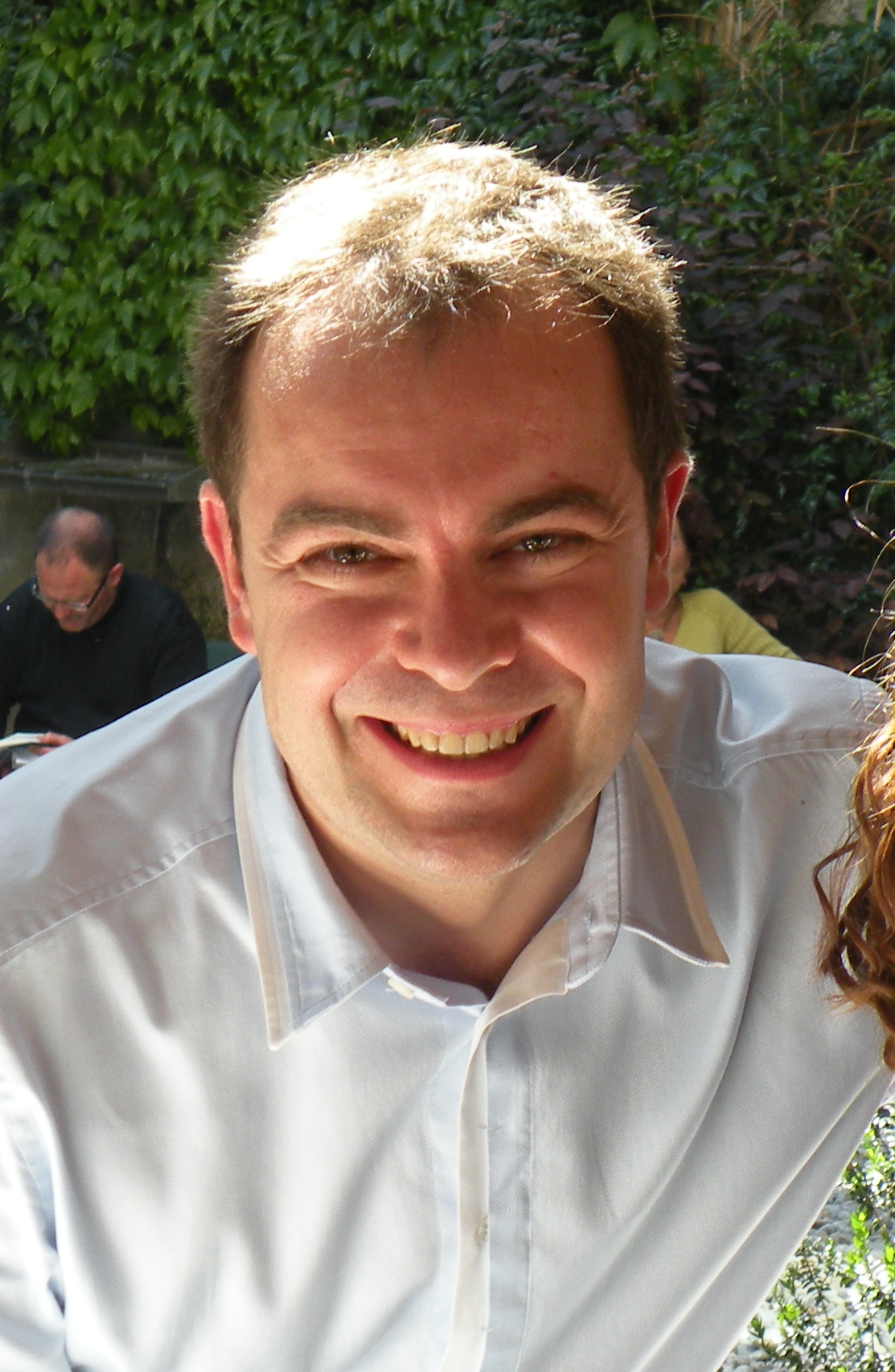
Javier Sierra (2009).

Javier Sierra (Javier Sierra Albert; * 11. August 1971 in Teruel) ist ein spanischer Journalist und Schriftsteller, der sich insbesondere mit historischen Rätseln und mit Parawissenschaften beschäftigt.

## Leben und Werk
Von früh an war Sierra von der Welt der Kommunikation fasziniert. Mit zwölf Jahren hatte er eine eigene Radiosendung in Radio Heraldo, mit 16 schrieb er regelmäßig für Zeitschriften und mit 18 war er einer der Gründer der Zeitschrift Año Cero. Er studierte Informationswissenschaften an der Universidad Complutense de Madrid.
Von 1998 bis 2005 war er Chefredakteur der Monatszeitschrift Más Allá de la Ciencia, deren Berater er auch heute noch ist. Außerdem ist er an verschiedenen Rundfunk- und Fernsehsendungen beteiligt. Sierra verbringt viel Zeit mit Reisen, um Rätsel der Vergangenheit und historische Mysterien zu recherchieren.
Sierra arbeitet mit spanischen, aber auch internationalen Experten zusammen, wie z. B. Graham Hancock und Robert Bauval, um einem angeblichen Goldenen Zeitalter der Menschheit auf die Spur zu kommen. Dieses Goldene Zeitalter sei vor 10.500 Jahren untergegangen und der Ursprung der nachfolgenden Zivilisationen.
Sein Roman Das geheime Abendmahl wurde in 40 Ländern herausgegeben und wurde einer der größten internationalen Erfolge der spanischen Literatur. Mit ihm gelangte er im März 2006 als erster spanischer Schriftsteller in die Top Ten der Bestsellerliste der New York Times.
Sierra war Mitarbeiter am Sammelband Relatos Ferroviarios Sobre Raíles (Imagine Ediciones, 2003), zusammen mit anderen Schriftstellern wie Juan Eslava Galán, Dulce Chacón, Espido Freire, Javier García Sánchez und Eugenia Rico. Außerdem gab er die Romansammlung La Cámara Secreta, die Werke von Autoren wie z. B. Christian Jacq, Philipp Vandenberg, Larry Collins, Valerio Evangelisti oder Gérald Messadié enthielt, heraus und versah sie mit einem Vorwort.
Im Oktober 2017 erhielt Sierra den Premio Planeta für seinen Roman El fuego invisible (Das unsichtbare Feuer).

## Werke
Belletristik
- Das Geheimnis der spanischen Nonne. Roman („La Dama Azul“). Neuaufl. Blanvalet, München 2009, ISBN 978-3-442-36957-7.
- Die Pforten der Templer. Roman („Las puertas templarias“). 2. Aufl. Blanvalet, München 2008, ISBN 978-3-442-36729-0.
  - Die Pforte der Templer. Hörbuch. Gekürzte Lesung. Random House Audio, Köln 2006, ISBN 978-3-86604-544-6 (6 CDs, gelesen von Gerd Köster).
- Das geheime Abendmahl. Historischer Roman („La Cena Secreta“). Limes, München 2006, ISBN 978-3-8090-2526-9.
  - Das geheime Abendmahl. Hörbuch. Gekürzte Lesung. Random House Audion Köln 2006, ISBN 978-3-86604-472-2 (6 CCDs, gelesen von Alexander May).

Sachbücher
- Roswell. Secreto de Estado ¿qué se esconde tras la polémica filmación de los extraterrestres de Roswell? EDAF, Madrid 1995, ISBN 84-414-0002-4.
- La España Extraña. EDAF, Madrid 1997, ISBN 978-84-8346-564-6 (zusammen mit Jesús Callejo).
- La ruta prohibida y otros enigmas de la historia. Editorial Planeta, Barcelona 2007.
- En busca de la Edad de Oro. Neuaufl. Debolsillo, Barcelona 2007, ISBN 978-84-8346-561-5.
- El secreto egipcio de Napoleón. La Esfera, Madrid 2002, ISBN 84-9734-043-4.